# Івуарійсько-турецькі відносини
Івуарійсько-турецькі відносини — двосторонні дипломатичні відносини між Кот-д'Івуаром та Туреччиною.

## Історія
Протягом більшої частини XX століття зовнішня політика президента Кот-д'Івуару Фелікса Уфуе-Буаньї та Туреччини збігалася: обидві країни були стійкими прихильниками Ізраїлю та вважали Радянський Союз загрозою.
Двосторонні відносини стали напруженими на початку 1960-х років, коли президент Уфуе-Буаньї підтримав французькі ядерні випробування в Алжирі, відмовився засудити Францію за продовження Алжирської війни та надати Алжиру допомогу.
Відносини знову стали напруженими у лютому 1986 року, коли Уфуе-Буаньї оголосив про рішення перенести посольство своєї країни з Тель-Авіва до Єрусалиму в обмін на ізраїльську допомогу. Це рішення суперечило резолюції Ради Безпеки ООН 1980, що закликає всі країни перемістити свої посольства з цього міста.

## Президентські візити
| Гість                          | Приймаюча сторона         | Місце               | Дата                 |
| ------------------------------ | ------------------------- | ------------------- | -------------------- |
| Президент Алассан Уаттара      | Президент Абдулла Гюль    | Палац Чанкая,Анкара | 25 — 28 березня 2014 |
| Президент Реджеп Тайїп Ердоган | Президент Алассан Уаттара | Абіджан             | 28 — 29 лютого 2016  |

## Економічні відносини
- Обсяг торгівлі між двома країнами в 2019 році склав 409,7 млн доларів США (експорт/імпорт Туреччини: 220,9/188,8 млн. доларів США)[5].
- Прямі рейси з Стамбулу в Абіджан здійснюються з липня 2012 року.